# Stefan Schulzki
Stefan Schulzki (* 1970 in Augsburg) ist ein deutscher Komponist und Musikproduzent.

## Leben
Stefan Schulzki studierte Klavier an der Staatlichen Hochschule für Musik und Darstellende Kunst Heidelberg-Mannheim, anschließend Komposition bei Ulrich Leyendecker in Mannheim sowie Filmmusik und Sounddesign an der Filmakademie Baden-Württemberg in Ludwigsburg. Am Mozarteum in Salzburg absolvierte er einen Postgraduierten-Lehrgang für Komposition bei Adriana Hölszky. Er ist seit 2001 freischaffend als Komponist und Musikproduzent tätig.
Als Komponist für Film und Theater arbeitete er bereits mit vielen namhaften Regisseuren zusammen, darunter Jarg Pataki, Roland Suso Richter, Stephan Rick, Thomas Schadt, Sigi Rothemund, Nikolaus Leytner, Iain Dilthey, Detlef Bothe, Cyrill Boss, Philipp Stennert, Anja Jacobs, Till Endemann, Jakob Ziemnicki, Lars Jessen, Winfried Oelsner, Martin Gies, Franziska Meyer-Price und Nico Zingelmann.
Zu seinen ersten Langspielfilmen zählt der US-amerikanische Independent-Spielfilm Looking Through Lillian. Es folgten Arbeiten für das Theater (u. a. Deutsches Theater Berlin, Die Zeit und das Zimmer von Botho Strauß). Seit 2004 schrieb er die Musik zu allen Folgen der Fernsehfilm-Reihe Donna Leon.
Viele seiner Filme erhielten Preise und Auszeichnungen, darunter eine Nominierung für den Studenten-Oscar („Kuscheldoktor“, Regie: Anja Jacobs).
Stefan Schulzki ist zudem als Komponist für Konzertmusik tätig. Als solcher erhielt er 1997 den Gersthofer Kunstförderpreis. Im Jahr 2000 wurde er im Rahmen des Nachwuchsforums der Gesellschaft für Neue Musik Frankfurt eingeladen, mit dem Ensemble Modern zusammenzuarbeiten. Auf dem internationalen Festival The Diaghilev Seasons in Perm (Russland) 2003 stellte er sein Klavierwerk vor. 2004 erhielt er einen Kompositionsauftrag anlässlich der Amtseinführung von Bundespräsident Horst Köhler. Seit 2008 ist er Gründungsmitglied und Pianist der Komponistenverschwörung. 2009 erhielt er das Musikstipendium der Landeshauptstadt München sowie 2011 den Preis für die beste Filmmusik beim Kinofest Lünen.
Schulzki lehrt am Leopold Mozart College of Music der Universität Augsburg Musiktheorie.

## Werke (Auswahl)
- Glacier Point With Milky Way für Elektronik
- Lightness für Klavier
- November 14 für Klavier
- Klavierkonzert für Klavier, Ensemble und live-Elektronik
- Wasserstoff (vormals "Du wirst dein Geheimnis sagen") für Solostimme, live-Elektronik und Klavier (nach Texten von Unica Zürn, Daniel Graziadei und Joseph von Eichendorff)
- Animal Dreams für live-Elektronik
- Mondnacht für Gesang und Klavier (nach Joseph von Eichendorff)
- Schatten Rosen Schatten für Solostimme, Ensemble und live-Elektronik (nach Ingeborg Bachmann)
- Drei Epigramme nach Bertolt Brecht für Solostimme, Chor, Klavier und live-Elektronik
- Auftakt für Orchester und live-Elektronik
- Wildruhezone für Ensemble und Elektronik
- Musik für Klavier und Elektronik Nr. 4
- Musik für Klavier und Elektronik Nr. 3
- suite de tout für Altsaxophon und Klavier
- Erlkönig für Gesang und Klavier (nach Johann Wolfgang von Goethe)
- Everything (Lied II) für Sopran und live-Elektronik
- Craving für Violine und Klavier
- Trio für Klarinette, Violoncello und Klavier
- Politisches Lied 2011 für Mezzosopran und Ensemble (Text: Norbert Niemann)
- Lied für Mezzosopran und Klavier
- Widerschein III – Reset für Flöte, Klarinette, Cello, Klavier und Elektronik
- 322 aus „Dunkle Räume“ für Blechbläser und Schlagzeug
- Musik für Klavier und Elektronik Nr. 2 für Klavier und Elektronik
- Klavierquintett – Der Sommer meines Lebens für Streichquartett, Klavier und Elektronik
- Odyssee – Entgleisung nach oben für Flöte, Violine, Cello, Gitarre, Marimba, Klavier und Elektronik
- Vier Räume für solo Violine, solo Cello, Cembalo, Streichorchester und Live-Elektronik
- Widerschein II für Sopransaxophon, Hammond-Orgel und live-Elektronik
- Musik für Klavier und Elektronik Nr. 1 für Klavier und Zuspielung
- Die Zeit und das Zimmer für Flöte, Viola und Harfe
- Klaviertrio für Violine, Violoncello und Klavier
- Sperduto für Klarinette und Klavier
- Ausblick für Streichorchester
- 4 frühe Klavierstücke für Klavier Solo

## Filmografie (Auswahl)
- 2000: der ball ist verdammt rund (Regie: Jakob Ziemnicki)
- 2001: mOrakko & der beste Mensch der Welt (Regie: Sven Abel)
- 2001: Ich werde dich auf Händen tragen (Regie: Iain Dilthey)
- 2001: Shadowman (Regie: Philipp Stennert)
- 2002: Looking Through Lillian (Regie: Jake Torem)
- 2002: Kuscheldoktor (Regie: Anja Jacobs)
- 2002: et kütt wie et kütt (Regie: Jakob Ziemnicki)
- 2003: Stärker als der Tod (Regie: Nikolaus Leytner)
- 2003: Mondlandung (Regie: Till Endemann)
- 2003: Wolfsschlucht (Regie: Anja Jacobs)
- 2003: Auf Angriff (Regie: Michael Geier)
- 2004: Carola Stern – Ein Doppelleben (Regie: Thomas Schadt)
- 2004: Such mich nicht (Regie: Tilman Zens)
- 2004: Agujero (Regie: Philipp Stennert)
- 2005: Kein Himmel über Afrika (Regie: Roland Suso Richter)
- 2005: Kometen (Regie: Till Endemann)
- 2005: Zwei gegen Zwei (Regie: Lars Jessen)
- seit 2005: Donna Leon
- 2007: Eine folgenschwere Affäre (Regie: Martin Enlen)
- 2007: Wilsberg – Die Wiedertäufer (Regie: Martin Gies)
- 2007: Wilsberg – Unter Anklage (Regie: Martin Gies)
- 2008: Kommissar LaBréa – Tod an der Bastille (Regie: Sigi Rothemund)
- 2008: Sterne über dem Eis (Regie: Sigi Rothemund)
- 2008: Vom Atmen unter Wasser (Regie: Winfried Oelsner)
- 2009: Mein (Regie: Detlef Bothe)
- 2009: Remember (Regie: C-P Schneider)
- 2009: Kommissar LaBréa – Mord in der Rue St. Lazare (Regie: Dennis Satin)
- 2009: Kommissar LaBréa – Todesträume am Montparnasse (Regie: Dennis Satin)
- 2010: Das Glück ist ein Kaktus (Regie: Stephan Meyer)
- 2011: Unter Nachbarn (Regie: Stephan Rick)
- seit 2013: Der Kriminalist (mehrere Folgen)
- 2014: Polizeiruf 110: Eine mörderische Idee (Regie: Stephan Rick)
- 2015: Die dunkle Seite des Mondes (Regie: Stephan Rick)
- 2017: Wilsberg – Der Betreuer (Regie: Marc Rensing)
- 2017: The Super (Regie: Stephan Rick)
- 2018: Der Wunschzettel
- 2019: Tatort: Querschläger (Regie: Stephan Rick)
- 2019: Wilsberg – Schutzengel (Regie: Martin Enlen)
- 2019: Polizeiruf 110: Tod einer Journalistin
- 2022: Polizeiruf 110: Abgrund

## Diskografie (Auswahl)
Alben
- 2018: Chamber Music
- 2021: Wasserstoff

Singles
- 2023: Conclusion
- 2023: Friday Afternoon
- 2023: Silver Lining
- 2023: Depart
- 2024: Great Without You

## Auszeichnungen
- 1997: Gersthofer Kunstförderpreis
- 2000: Auswahl für das 5. Nachwuchsforum der GNM / Nachwuchsforum des Ensemble Modern
- 2009: Musikstipendium der Landeshauptstadt München
- 2011: Preis für die beste Filmmusik beim Kinofest Lünen für Unter Nachbarn[4]